# Lijst van musea in Australië
Hieronder volgt een lijst van musea in Australië, gerangschikt op plaats:

## Australisch Hoofdstedelijk Territorium

### Canberra
- Canberra Contemporary Art Space
- National Gallery of Australia
- National Museum of Australia

## New South Wales

### Faulconbridge
- Norman Lindsay Gallery and Museum

### Lismore
- Lismore Regional Art Gallery

### Orange
- Orange Regional Gallery

### Sydney
- Art Gallery of New South Wales
- Australian Centre for Photography
- Museum of Contemporary Art
- Powerhouse Museum of Science and Design
- Sydney Observatory
- Museum of Sydney
- Australian Museum

## Queensland

### Brisbane
- Institute of Modern Art (IMA)
- Queensland Art Gallery

### Cairns
- Cairns Regional Gallery

### Logan
- Logan Art Gallery

### Mackay
- ArtSpace Mackay

### Nathan
- Griffith University Artworks

## Zuid-Australië

### Adelaide
- Art Gallery of South Australia
- Art Museum of the University of South Australia
- Flinders University Art Museum
- South Australian Museum

## Tasmanië

### Hobart
- Allport Library and Museum of Fine Arts
- Tasmanian Museum and Art Gallery

### Launceston
- Queen Victoria Museum and Art Gallery

## Victoria

### Ballarat
- Ballarat Fe Art Gallery

### Benalla
- Benalla Art Gallery

### Bendigo
- Bendigo Art Gallery

### Castlemaine
- Castlemaine Art Gallery and Historical Museum

### Clayton
- Monash University Gallery

### Fitzroy
- Centre for Contemporary Photography

### Hamilton
- Art Gallery of Hamilton

### Horsham
- Horsham Regional Art Gallery

### Melbourne
- Australian Centre for Contemporary Art (Southbank)
- Australian Centre for the Moving Image (Federation Square)
- Museum Victoria
  - Immigration Museum (Flinders Street)
- National Gallery of Victoria
  - NGV International (Southbank)
  - Ian Potter Centre - NGV Australia (Federation Square)
- The Ian Potter Museum of Art at the University of Melbourne
- Heide Museum of Modern Art (Burbeen)

### Mildura
- Mildura Arts Center

### Shepparton
- Shepparton Art Gallery

## West-Australië

### Bunbury
- Bunbury Regional Art Galleries

### Meckering
- The Big Camera Museum of Photography

### Perth
- Art Gallery of Western Australia
- Perth Institute of Contemporary Arts
- Western Australian Museum